# Œdipe explique l'énigme du sphinx
Œdipe explique l'énigme du sphinx est un tableau du peintre français Jean-Auguste-Dominique Ingres, réalisé sous la forme d'une étude en 1808, et repris et modifié en 1827 où il a été présenté au Salon. Ce tableau a été légué en 1878 au musée du Louvre par la comtesse Duchâtel, veuve du comte Tanneguy Duchâtel, il fait partie des collections du département des peintures où il porte le numéro d'inventaire RF 218.

## Description
L'œuvre est le premier « envoi de Rome » d'Ingres sous la forme d'une étude de figure (une académie). Elle a été envoyée avec La Baigneuse Valpainçon, et jugée négativement. Ingres reprend cette étude en 1827 dans le but de l'exposer au Salon. Il élargit la toile, agrandit la figure du Sphinx, et ajoute le compagnon d'Œdipe.
Le tableau est haut de 1,89 mètre et large de 1,44 mètre. Il entre dans les collections du département des peintures du musée du Louvre en 1878, à la suite du legs de la comtesse Duchâtel, veuve du comte Tanneguy Duchâtel qui a été plusieurs fois ministre sous la monarchie de Juillet. Il porte le numéro d'inventaire RF 218.
Sur ce tableau, Œdipe est nu (il s'agit sûrement d'un modèle peint en atelier) à l’exception d'une étoffe rouge. Il est armé de deux lances et reçoit la majorité de la lumière. Le sphinx, créature mythologique à tête de femme et corps de lion, domine Œdipe. Sous son promontoire on peut observer un cadavre et des ossements. En bas à droite, un homme semble fuir à la vue du sphinx. Derrière ce dernier, Thèbes se laisse deviner. Le cadre s'inscrit dans une cavité rocheuse. Le nom de l'auteur et la date de l’œuvre apparaissent sur la roche où Œdipe a posé le pied gauche.

## L'histoire
Ce tableau évoque la scène du Sphinx dans la mythologie grecque.
La créature fut envoyée par Héra pour punir la ville de Thèbes du viol que Laïos, roi de Thèbes, a effectué sur Chrysippe, fils de la nymphe Danaïs. Elle attend la personne qui résoudra son énigme : « Quel est l'animal qui marche le matin sur quatre pattes, à midi sur deux pattes et le soir sur trois pattes ? ». Tous ceux qui échouent meurent. Mais un jour, après avoir tué un voyageur, Œdipe arrive à Thèbes. Il donne comme réponse au Sphinx, l'Homme, et celui-ci se suicide. Œdipe est accueilli en héros à Thèbes et se marie avec la veuve Jocaste. Finalement, il aura accompli son destin, qui était de tuer son père et d'épouser sa mère.

## Expositions

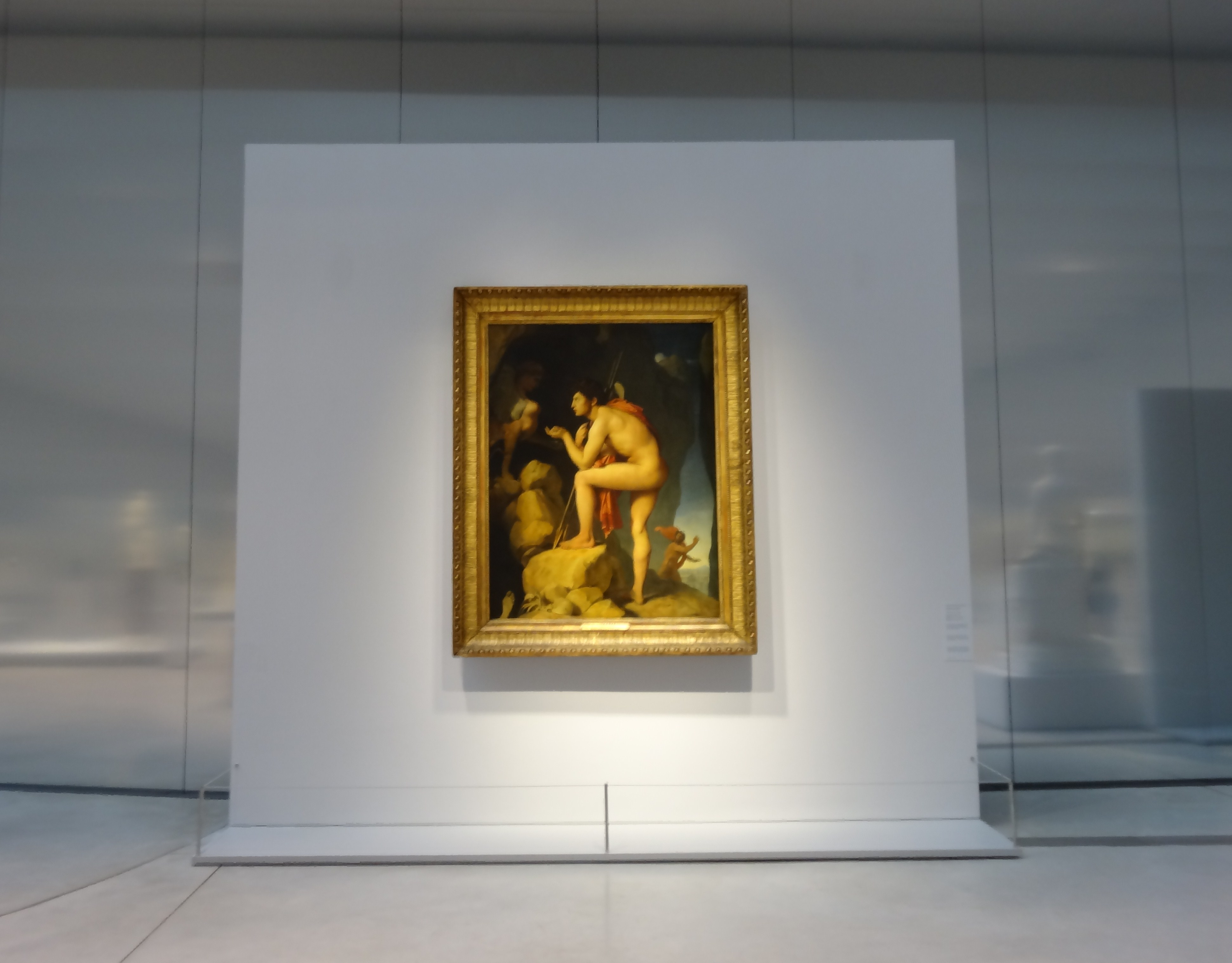
Dans La Galerie du temps pour l'année 2014.

Œdipe explique l'énigme du sphinx est exposé à partir de 2014 dans La Galerie du temps, une des expositions du Louvre-Lens,, où il remplace La Liberté guidant le peuple, d'Eugène Delacroix,. Le renouvellement a eu lieu le 4 décembre 2013, un an jour pour jour après l'inauguration du musée,, une double page est consacrée à cette œuvre dans le numéro 26 de Grande Galerie,.

## Appropriation et parodies
En s'appropriant l'Œdipe explique l'énigme du sphinx d'Ingres dans son tableau Un charnier de plus, le peintre péruvien Herman Braun-Vega établit un parallèle entre la tragédie grecque et les guerres fratricides contemporaines. Sur la droite du tableau, l'une des coupures de presse annonçant la découverte d'un nouveau charnier à Ayacucho au Pérou fait écho au charnier qu'on devine à gauche sous le Sphynx qui devient une allégorie de l'ordre établit contre lequel luttent les terroristes du Sentier Lumineux.